# R-процес
r-процесът, наричан също процес на бързо поглъщане на неутрони, е форма на нуклеосинтез, която протича главно при срив на ядрото на свръхнови. При r-процеса изходен изотоп, най-често 56Fe или друг тежък изотоп с голям брой неутрони, поглъща допълнителни неутрони. На r-процеса се дължи образуването на около половината от изотопите на елементите, по-тежки от желязото, поради което той играе важна роля за химическото развитие на галактиките. Той се отличава от по-бавния s-процес на поглъщане на неутрони.